# 산수화
산수화는 중국의 중요 한 갈래, 수나라부터 나타나 산수화, 산수화 강조 평원,'오'와'심원'더는 훨씬 넓어, 산 점 투시 법을 운용 하여, 평원 길 음을 걷다 듯, 보면서 초점이 끊임없이 변환 아주 긴 두루마리을 그릴 수 있는 만리에 강산을 독점하였다.
높고먼것은 락하산을 타고 산꼭대기에서 천천히 내려오는것처럼 초점도 변화되는데 산꼭대기에서 산기슭으로 그림을 그릴 때 수직축의 긴 두루마리를 그려낼수 있다.
"심원"은 원근산의 형상과 옅음의 대조를 이용하여 입체적이고 골짜기가 깊은 효과를 냈다.

## 같이 보기
- 중국의 미술
- 수묵화
- 오행